# Balogh Ambrus
Balogh Ambrus (Csengerújfalu, 1915. augusztus 12. – Budapest, 1978. július 6.) olimpiai bronzérmes magyar sportlövő, edző.

## Életpályája
1935-ben kezdte a sportlövészetet a Műegyetemi Lövész Egyesületben. Korán fedezték fel tehetségét, gyorsan bekerült a magyar sportlövő-válogatottba, melynek 1966-ig maradt tagja. Az 1935-ös világbajnokságon a kisöbű sportpuska álló csapat tagjaként hatodik, az 1937-es világbajnokságon sportpisztoly egyéniben ötödik, a sportpisztolycsapat tagjaként hatodik, az 1939-es Luzern-i céllövő világbajnokságon 50 m-es sportpisztollyal bronz érmet szerzett, a sportpisztolycsapat tagjaként pedig negyedik helyezett lett.
1947-től egy évig a Partizán Sport Club versenyzője volt. Az 1948-as londoni olimpia résztvevője, a hetedik helyet szerezte megy az 50 méteres sportpisztolyban. 1949-ben a Fémáru- és Szerszámgépgyár, majd 1950 és 1951 között a Lámpagyár, 1952-től egy évig a Pesterzsébeti Vasas SC versenyzője volt, amely csapat tagjaként az 1952-es helsinki olimpián az 50 méteres sportpisztoly versenyszámban bronzérmet szerzett. Az 1960-as nyári olimpián viszont ugyanebben a versenyszámban csak tizenhatodik helyen végzett.
1954-től 1956-ig a Lámpagyári Zalka Lövész Klubban versenyzett, majd 1957 és 1958 között a Magyar Honvédelmi Szövetség Központi Lövész Klubja (MHSZ KLK), ill. 1963-ig az Újpesti Dózsa, végül 1966-ig az Egyesített Tiszti Iskola színeiben lőtt.
1958-ban a kisöbű sportpuska álló csapat tagjaként világbajnoki ezüstérmet, a nagyöbű sportpuska összetett csapat tagjaként vb-bronzérmet szerzett (a hadipuska összetett csapat és a sportpisztoly csapat tagjaként negyedik, a kisöbű sportpuska összetett csapat tagjaként hatodik helyezett). Egyéniben több világbajnoki helyezése volt. Európa-bajnokságokon 1963-ban a csapattal ezüstérmes, 1955-ben pedig bronzérmes volt. 1935–1956 között negyvenkét alkalommal nyert egyéniben, ill. 1935–1965 között hatszor csapatban magyar bajnokságot.
Már az 1950-es években elkezdett edzősködni.

## Díjai, elismerései
- A Magyar Népköztársaság kiváló sportolója (1951)[3]
- Mesteredző (1962)

## Emlékezete
- Emléktáblája a Lövölde tér 2. számú házon (2025)[4]

## Családja
Unokája Balogh Anna színésznő.